# Morcillo
Morcillo è un comune spagnolo di 457 abitanti situato nella comunità autonoma dell'Estremadura.